# Garwood Point
Garwood Point är en udde i Antarktis. Den ligger i Västantarktis. Inget land gör anspråk på området.
Terrängen inåt land är platt åt sydväst, men åt sydost är den kuperad. Havet är nära Garwood Point norrut.  Trakten är obefolkad. Det finns inga samhällen i närheten.